# Associazione Sportiva e Comitato Olimpico Nazionale di Samoa
L'Associazione Sportiva e Comitato Olimpico Nazionale di Samoa (nota anche come Samoa Association of Sports and National Olympic Committee in inglese) è un'organizzazione sportiva samoana, nata nel 1983 a Apia, Samoa.
Rappresenta questa nazione presso il Comitato Olimpico Internazionale (CIO) dal 1983 ed ha lo scopo di curare l'organizzazione ed il potenziamento dello sport a Samoa e, in particolare, la preparazione degli atleti samoani, per consentire loro la partecipazione ai Giochi olimpici. L'associazione, inoltre, fa parte dei Comitati Olimpici Nazionali d'Oceania.
L'attuale presidente dell'organizzazione è Vui Tapasu Leung Wai, mentre la carica di segretario generale è occupata da Niko Palamo.